# Schoonspringen op de Olympische Zomerspelen 2012 – tienmetertoren mannen
Het schoonspringen op de tienmetertoren voor mannen tijdens de Olympische Zomerspelen 2012 vond plaats op vrijdag 10 en zaterdag 11 augustus 2012.

## Uitslag
| Rang   | Naam                 | Land | Voorronde | Voorronde | Halve finale  | Halve finale  | Finale        | Finale        | Finale        | Finale        | Finale        | Finale        | Finale        | Finale        |
| Rang   | Naam                 | Land | Punten    | Rang      | Punten        | Rang          | 1             | 2             | 3             | 4             | 5             | 6             | Punten        | Rang          |
| ------ | -------------------- | ---- | --------- | --------- | ------------- | ------------- | ------------- | ------------- | ------------- | ------------- | ------------- | ------------- | ------------- | ------------- |
| Goud   | David Boudia         | USA  | 439.15    | 18        | 531.15        | 3             | 97.20         | 86.40         | 99.90         | 90.75         | 91.80         | 102.60        | 568.65        | 1             |
| Zilver | Qiu Bo               | CHN  | 563.70    | 1         | 563.55        | 1             | 91.20         | 94.50         | 92.40         | 93.60         | 94.35         | 100.80        | 566.85        | 2             |
| Brons  | Tom Daley            | GBR  | 448.45    | 15        | 521.10        | 4             | 91.80         | 86.40         | 92.75         | 98.05         | 97.20         | 90.75         | 556.95        | 3             |
| 4      | Victor Minibajev     | RUS  | 449.05    | 14        | 514.15        | 6             | 81.60         | 92.50         | 89.10         | 81.00         | 91.80         | 91.80         | 527.80        | 4             |
| 5      | José Guerra          | CUB  | 440.90    | 17        | 501.90        | 9             | 76.50         | 88.20         | 86.40         | 96.90         | 82.50         | 97.20         | 527.70        | 5             |
| 6      | Lin Yue              | CHN  | 532.15    | 2         | 541.80        | 2             | 91.20         | 94.05         | 91.80         | 68.45         | 91.80         | 90.00         | 527.30        | 6             |
| 7      | Iván García          | MEX  | 491.70    | 6         | 497.40        | 10            | 83.25         | 82.50         | 98.40         | 81.00         | 89.10         | 87.40         | 521.65        | 7             |
| 8      | Martin Wolfram       | GER  | 496.80    | 4         | 519.00        | 5             | 97.20         | 86.40         | 77.55         | 64.80         | 88.20         | 92.50         | 506.65        | 8             |
| 9      | Nicholas McCrory     | USA  | 480.90    | 8         | 506.50        | 7             | 86.40         | 75.20         | 83.25         | 79.20         | 84.15         | 97.20         | 505.40        | 9             |
| 10     | Sascha Klein         | GER  | 525.05    | 3         | 503.75        | 8             | 80.00         | 83.25         | 66.50         | 97.20         | 77.55         | 91.80         | 496.30        | 10            |
| 11     | Riley McCormick      | CAN  | 452.75    | 11        | 495.60        | 12            | 76.50         | 86.40         | 81.60         | 79.20         | 74.25         | 95.40         | 493.35        | 11            |
| 12     | Oleksandr Bondar     | UKR  | 481.65    | 7         | 496.30        | 11            | 72.00         | 88.80         | 82.80         | 79.20         | 56.10         | 64.80         | 443.70        | 12            |
| 13     | Matthew Mitcham      | AUS  | 457.20    | 9         | 482.40        | 13            | Uitgeschakeld | Uitgeschakeld | Uitgeschakeld | Uitgeschakeld | Uitgeschakeld | Uitgeschakeld | Uitgeschakeld | Uitgeschakeld |
| 14     | Germán Sánchez       | MEX  | 495.85    | 5         | 477.30        | 14            | Uitgeschakeld | Uitgeschakeld | Uitgeschakeld | Uitgeschakeld | Uitgeschakeld | Uitgeschakeld | Uitgeschakeld | Uitgeschakeld |
| 15     | Anton Zacharov       | UKR  | 451.35    | 12        | 464.70        | 15            | Uitgeschakeld | Uitgeschakeld | Uitgeschakeld | Uitgeschakeld | Uitgeschakeld | Uitgeschakeld | Uitgeschakeld | Uitgeschakeld |
| 16     | Gleb Galperin        | RUS  | 445.60    | 16        | 453.80        | 16            | Uitgeschakeld | Uitgeschakeld | Uitgeschakeld | Uitgeschakeld | Uitgeschakeld | Uitgeschakeld | Uitgeschakeld | Uitgeschakeld |
| 17     | Víctor Ortega        | COL  | 450.60    | 13        | 439.55        | 17            | Uitgeschakeld | Uitgeschakeld | Uitgeschakeld | Uitgeschakeld | Uitgeschakeld | Uitgeschakeld | Uitgeschakeld | Uitgeschakeld |
| 18     | Jeinkler Aguirre     | CUB  | 453.50    | 10        | 436.95        | 18            | Uitgeschakeld | Uitgeschakeld | Uitgeschakeld | Uitgeschakeld | Uitgeschakeld | Uitgeschakeld | Uitgeschakeld | Uitgeschakeld |
| 19     | Bryan Lomas          | MAS  | 434.95    | 19        | Uitgeschakeld | Uitgeschakeld | Uitgeschakeld | Uitgeschakeld | Uitgeschakeld | Uitgeschakeld | Uitgeschakeld | Uitgeschakeld | Uitgeschakeld | Uitgeschakeld |
| 20     | James Connor         | AUS  | 427.45    | 20        | Uitgeschakeld | Uitgeschakeld | Uitgeschakeld | Uitgeschakeld | Uitgeschakeld | Uitgeschakeld | Uitgeschakeld | Uitgeschakeld | Uitgeschakeld | Uitgeschakeld |
| 21     | Vadim Kaptoer        | BLR  | 420.60    | 21        | Uitgeschakeld | Uitgeschakeld | Uitgeschakeld | Uitgeschakeld | Uitgeschakeld | Uitgeschakeld | Uitgeschakeld | Uitgeschakeld | Uitgeschakeld | Uitgeschakeld |
| 22     | Sebastian Villa      | COL  | 419.25    | 22        | Uitgeschakeld | Uitgeschakeld | Uitgeschakeld | Uitgeschakeld | Uitgeschakeld | Uitgeschakeld | Uitgeschakeld | Uitgeschakeld | Uitgeschakeld | Uitgeschakeld |
| 23     | Peter Waterfield     | GBR  | 412.45    | 23        | Uitgeschakeld | Uitgeschakeld | Uitgeschakeld | Uitgeschakeld | Uitgeschakeld | Uitgeschakeld | Uitgeschakeld | Uitgeschakeld | Uitgeschakeld | Uitgeschakeld |
| 24     | Amund Gismervik      | NOR  | 401.55    | 24        | Uitgeschakeld | Uitgeschakeld | Uitgeschakeld | Uitgeschakeld | Uitgeschakeld | Uitgeschakeld | Uitgeschakeld | Uitgeschakeld | Uitgeschakeld | Uitgeschakeld |
| 25     | Christofer Eskilsson | SWE  | 375.30    | 25        | Uitgeschakeld | Uitgeschakeld | Uitgeschakeld | Uitgeschakeld | Uitgeschakeld | Uitgeschakeld | Uitgeschakeld | Uitgeschakeld | Uitgeschakeld | Uitgeschakeld |
| 26     | Park Ji-ho           | KOR  | 370.50    | 26        | Uitgeschakeld | Uitgeschakeld | Uitgeschakeld | Uitgeschakeld | Uitgeschakeld | Uitgeschakeld | Uitgeschakeld | Uitgeschakeld | Uitgeschakeld | Uitgeschakeld |
| 27     | Francesco Dell'Uomo  | ITA  | 370.25    | 27        | Uitgeschakeld | Uitgeschakeld | Uitgeschakeld | Uitgeschakeld | Uitgeschakeld | Uitgeschakeld | Uitgeschakeld | Uitgeschakeld | Uitgeschakeld | Uitgeschakeld |
| 28     | Andrea Chiarabini    | ITA  | 367.75    | 28        | Uitgeschakeld | Uitgeschakeld | Uitgeschakeld | Uitgeschakeld | Uitgeschakeld | Uitgeschakeld | Uitgeschakeld | Uitgeschakeld | Uitgeschakeld | Uitgeschakeld |
| 29     | Eric Sehn            | CAN  | 363.90    | 29        | Uitgeschakeld | Uitgeschakeld | Uitgeschakeld | Uitgeschakeld | Uitgeschakeld | Uitgeschakeld | Uitgeschakeld | Uitgeschakeld | Uitgeschakeld | Uitgeschakeld |
| 30     | Hugo Parisi          | BRA  | 363.70    | 30        | Uitgeschakeld | Uitgeschakeld | Uitgeschakeld | Uitgeschakeld | Uitgeschakeld | Uitgeschakeld | Uitgeschakeld | Uitgeschakeld | Uitgeschakeld | Uitgeschakeld |
| 31     | Timofei Hordeitsjik  | BLR  | 350.05    | 31        | Uitgeschakeld | Uitgeschakeld | Uitgeschakeld | Uitgeschakeld | Uitgeschakeld | Uitgeschakeld | Uitgeschakeld | Uitgeschakeld | Uitgeschakeld | Uitgeschakeld |
| 32     | Ri Hyun-ju           | PRK  | 331.30    | 32        | Uitgeschakeld | Uitgeschakeld | Uitgeschakeld | Uitgeschakeld | Uitgeschakeld | Uitgeschakeld | Uitgeschakeld | Uitgeschakeld | Uitgeschakeld | Uitgeschakeld |